# 盒果藤属
盒果藤属（学名：Operculina）是旋花科下的一个属，为大型缠绕草本植物。该属共有约25种，分布于热带地区。